# Вакуленко Сергій Миколайович
Сергі́й Микола́йович Ваку́ленко (нар. 7 вересня 1993, Харків, Україна) — український футболіст, гравець клубу «Пюнік». Колишній гравець молодіжної збірної України. Виступає в основному на позиціях центрального захисника та опорного півзахисника.

## Клубна кар'єра
Вихованець харківського УФК і донецького «Шахтаря». Після випуску з академії «гірників» виступав за їх молодіжну (2009—2014, 68 ігор, 12 голів) і юнацьку (2012—2013 роки, 2 гри) команди, а також за «Шахтар-3» (2010—2011, 27 матчів, 5 голів).
31 грудня 2014 року головний тренер маріупольського «Іллічівця» Микола Павлов у телефонній розмові запропонував Вакуленко попрацювати під його керівництвом. Бажаючи виступати в команді Прем'єр-ліги, футболіст поїхав на збір з маріупольцями, після чого уклав з цією командою контракт. У вищому дивізіоні Вакуленко дебютував 27 лютого 2015 року в виїзній грі проти одеського «Чорноморця». У новій команді Вакуленко починав свої виступи на позиції півзахисника, але згодом був переведений в захист, де став провідним центрбеком. До кінця сезону футболіст без замін відіграв за «Іллічівець» 11 матчів у Прем'єр-лізі. У літнє міжсезоння його команду після вильоту в першу лігу очолив Валерій Кривенцов. «Іллічівець» поповнився низкою нових футболістів, після чого 21-річний Вакуленко став лідером оновленого колективу.
У січні 2018 року Вакуленко залишив приазовський клуб, у складі якого став чемпіоном Першої ліги. Цієї ж зими футболіст уклав орендну угоду з донецьким «Олімпіком», за який виступав в УПЛ до кінця 2018 року.
2019 рік гравець провів у складі ще двох клубів Прем'єр-ліги — київського «Арсенала» та львівських «Карпат».
29 січня 2020 року підписав контракт з чемпіоном Вірменії, клубом «Арарат-Вірменія». Тренери команди планують використовувати Вакуленка на позиціях центрального захисника та опорного півзахисника.

## Виступи за збірні
З 2008 року регулярно залучався до юнацьких збірних України. У січні 2014 року Вакуленко в складі молодіжної збірної України під керівництвом Сергія Ковальця виступав на Кубку Співдружності, де зіграв 6 матчів і завоював золоті медалі. У серпні 2014 року входив в розширений список кандидатів на ігри відбору на молодіжний чемпіонат Європи 2015 з командами Швейцарії та Ліхтенштейну.

## Титули і досягнення
- Чемпіон Вірменії (2):

«Арарат-Вірменія»: 2019–20
«Пюнік»: 2023–24